# Comuna Pokaliv, Ovruci
Pokaliv (în ucraineană Покалівська сільська рада) este o comună în raionul Ovruci, regiunea Jîtomîr, Ucraina, formată din satele Barvinkove, Divoșîn, Haievîci, Koptivșciîna, Pokaliv (reședința), Polohaciv și Skrebelîci.

## Demografie
Componența lingvistică a comunei Pokaliv
     Ucraineană (98,24%)
     Alte limbi (1,59%)
Conform recensământului din 2001, majoritatea populației comunei Pokaliv era vorbitoare de ucraineană (98,24%), existând în minoritate și vorbitori de alte limbi.